# Республика Кабинда
Республика Кабинда (ибинда: kia Kabinda Kilansi) — самопровозглашённое государство; его правительство, состоящее из членов Гражданского общества Кабинды и участников движений FLEC и FAC, требует суверенитета ангольской провинции Кабинда как независимого государства.
Правительство в настоящее время находится в изгнании, его офисы расположены в Париже и Пуэнт-Нуаре. Президент —  Антонио Луис Лопес .

## История
До 15 мая 1920 года Кабинда представляла собой португальский протекторат, известный как Португальское Конго, после чего была присоединена — с понижением статуса до колонии — к Португальской Западной Африке (Ангола). Во время португальского колониального режима Фронт за освобождение анклава Кабинда (ФЛЕК) боролся за независимость Кабинды от португальцев. 1 августа 1975 года была провозглашена независимость. FLEC сформировал временное правительство во главе с Энриком Тьягу. Луиш Ранке Франке был избран президентом.
В январе 1975 года представители трёх освободительных движений Анголы (МПЛА, ФНЛА и УНИТА) провели встречу с португальцами в Алворе, Португалия, чтобы установить методы перехода к независимости; представители FLEC не были туда приглашены. Соглашение в Алворе было подписано, при этом была установлена независимость Анголы, а Кабинда объявлена её частью. После того как в ноябре 1975 года ангольская независимость была реализована в действительности, в Кабинду вторглись силы Народного Движения за Освобождение Анголы (МПЛА) с поддержкой войск с Кубы. МПЛА свергла временное правительство FLEC и включила Кабинду в состав Анголы.
В течение большей части 1970-х и 1980-х годов FLEC управляла низкоинтенсивной партизанской войной, нападая на коммунистические войска режима МПЛА, на экономические цели и похищая иностранных служащих, работающих в нефтяных и строительных фирмах.
После окончания ангольской гражданской войны в 2002 году была предпринята новая попытка объявления независимости с созданием правительства в изгнании.
В июле 2006 года после переговоров по перемирию Антониу Бенту Бембе — как президент Форума Кабинды для Диалога и Мира, вице-президент и управляющий делами FLEC — объявил, что силы кабиндских сепаратистов готовы объявить перемирие. Мирный договор был подписан. FLEC-FAC из Парижа утверждает, что у Бембе нет никакой власти или мандата вести переговоры с ангольцами и что единственное приемлемое решение — полная независимость. Соглашение, подписанное Антонио Бенто Бембе, не было признано ни FLEC, ни Гражданским обществом Кабинды.
8 января 2010 года местные сепаратисты из организации FLEC-PM обстреляли автобус с игроками сборной Того по футболу, которые направлялись на Кубок Африки. В результате нападения, ответственность за которое взяла на себя повстанческая группировка Кабинды, погибли помощник тренера, пресс-секретарь команды и водитель автобуса; два футболиста получили тяжёлые ранения. Звезда сборной Эммануэль Адебайор не пострадал.